# آروس کاراجیان
آروس کاراجیان (ارمنی: Արուս Կարաջյան؛ گرجی: არუს კარაჯიანი زاده ۲۸ دسامبر ۱۹۱۹ – درگذشته ۲۰۰۸) یک بازیگر تئاتر اهل ارمنستان بود. وی بین سال‌های - تا - میلادی فعالیت می‌کرد.

## زندگی‌نامه
وی با نام کامل آروسیا کاراجیان (ارمنی: Արուսիա Քարաջյան) در ۲۸ دسامبر ۱۹۱۹ در تفلیس به دنیا آمد و در سال ۱۹۳۸ از مدرسه راهنمایی بین‌المللی شماره ۳۸ تفلیس و همزمان در استودیوی رقص‌پردارزی تئاتر اپرا و باله  و در سال ۱۹۴۰ دانشکده زبان فرانسوی انستیتو پداگولوژی لنینگراد (۱۹۴۰) فارغ‌التحصیل شد. وی در تئاتر دراماتیک دولتی ارمنی پطروس آدامیان تفلیس () فعالیت کرده است. وی همچنین برندهٔ جوایزی همچون هنرمند شایسته گرجستان (۱۹۶۴) شده است. وی در ۲۰۰۸ در سن ۸۹ سالگی درگذشت.

## یادداشت
1. ↑  Petros Adamian Tbilisi State Armenian Drama Theatre